# Ley Antibarricadas
La ley Antibarricadas es una ley chilena creada en el contexto del estallido social que aumenta los castigos por hacer barricadas, saquear o lanzar objetos a personas o vehículos.
El 3 de marzo de 2020 un grupo de la Primera Línea fue detenido por Carabineros de Chile haciendo cumplir una ley recién redactada contra las barricadas. Posteriormente, solo uno de los 44 detenidos se mantuvo en prisión preventiva, los reclusos fueron puestos en libertad pero se les exigió que se reportaran y firmaran dos veces al mes.